# Jaime Vides
Jaime Darío Vides Ruano (12 de julio de 1987) es un futbolista guatemalteco que juega como defensa central y como lateral. Actualmente esta sin equipo, al no supera una prueba con el Colorado Rapids de la MLS. de Estados Unidos.

## Trayectoria
Jaime Vides debutó en el año 2007 bajo las órdenes del Profesor Víctor Hugo Monzón. Anteriormente había jugado en las menores de Municipal de la Tercera División de Guatemala.

## Selección nacional
Con la Selección de Fútbol ha jugado 8 juegos internacionales. Fue parte del equipo que participó en las eliminatorias para el Mundial de Sudáfrica 2010.

## Clubes
| Club          | País      | Año           |
| ------------- | --------- | ------------- |
| CSD Municipal | Guatemala | 2007-presente |

- Datos: Q5925422